# Advanced Satellite Launch Vehicle
L'Advanced Satellite Launch Vehicle o anche Augmented Satellite Launch Vehicle, generalmente designato con l'acronimo ASLV, era un vettore spaziale sviluppato dall'Indian Space Research Organisation (ISRO) come versione più potente del lanciatore indiano SLV. Questo progetto è stato avviato dall'India all'inizio degli anni ottanta per mettere in orbita i satelliti SROSS.Il vettore è stato impiegato per quattro lanci effettuati fra il 1987 e il 1994, ma solo l'ultimo lancio è stato un successo pieno.

## Caratteristiche tecniche
ASLV era un razzo a quattro stadi alimentato da combustibile solido; il primo stadio era affiancato da due razzi ausiliari. Poteva lanciare in orbita terrestre bassa un carico utile di 150 Kg.

## Storia
Dopo le esperienze con il lanciatore SLV, l'agenzia spaziale indiana decise di sviluppare un vettore capace di lanciare satelliti in orbita geostazionaria, ma non avendo in quel periodo abbastanza fondi decise di ripiegare nel frattempo su un vettore intermedio a basso costo ma più potente del SLV. Il vettore ASLV fu lanciato per la prima volta il 24 marzo 1987 dal Centro spaziale Satish Dhawan, ma il lancio fallì. Anche il secondo lancio, avvenuto il 13 luglio 1988, fu un fallimento. Il terzo lancio del 20 maggio 1992 fu un successo parziale e l’ultimo lancio del 5 maggio 1994 fu finalmente un successo pieno. Dopo quest’ultimo lancio, il vettore fu ritirato e sostituito dal Polar Satellite Launch Vehicle.